# Clarks Green
Clarks Green es un borough ubicado en el condado de Lackawanna en el estado estadounidense de Pensilvania. En el año 2000 tenía una población de 1,630 habitantes y una densidad poblacional de 1,107.4 personas por km².

## Geografía
Clarks Green se encuentra ubicado en las coordenadas 41°29′54″N 75°41′41″O / 41.49833, -75.69472.

## Demografía
Según la Oficina del Censo en 2000 los ingresos medios por hogar en la localidad eran de $61,250 y los ingresos medios por familia eran $74,250. Los hombres tenían unos ingresos medios de $60,000 frente a los $32,159 para las mujeres. La renta per cápita para la localidad era de $35,975. Alrededor del 3.6% de la población estaba por debajo del umbral de pobreza.